# Украинский журнал (1824—1825)
«Украинский журнал» — литературно-художественный, научный и общественно-политический двухнедельник, издававшийся Харьковским университетом.
Выходил в 1824—1825 годах в Харькове как своеобразное продолжение «Украинского Вестника» (с 1816). Редактор — Александр Склабовский. Вышло 48 номеров, тираж — 600 экземпляров. «Украинский журнал» содержал среди прочего материалы из украинской истории (о Богдане и Юрия Хмельницкой, Ивана Скоропадского), этнографические описания, описания украинских городов (И. Вернета, А. Левшина), статьи об украинском языке и народном творчестве и их значение для развития украинской литературы. Иван Кульжинский в статье «Некоторые замечания касательно истории и характера малороссийской поэзии» дал первую попытку анализа украинской поэзии с осмотром народного творчества и письменной литературы от Г. Сковороды к И. Котляревского. Павел Белецкий-Носенко подчеркивал необходимость в публикациях периодической печати на украинском языке. «Украинский журнал» информировал о состоянии образования, культурных событиях, литературных новостях и об общественной жизни, в частности, на Слобожанщине.